# Ari Moura
Ari Moura Vieira Filho, mais conhecido como Ari Moura, é um futebolista brasileiro que atua como atacante. Atualmente, joga pelo Metalist 1925.

## Carreira
Ari Moura foi revelado pela Associação Rosário  de esportes em 2012. Iniciou sua carreira em 2016 pelo profissional  no Veranópolis. Em 2017 acabou sendo contratado pelo São Luiz onde faturou seu primeiro título o da Série B do Campeonato Gaúcho. No mesmo ano se transferiu para o Marcílio Dias disputando a segunda divisão do campeonato estadual. Em 2018 foi para o Toledo e depois assinou com o Metropolitano onde teve uma boa passagem sendo campeão da Série B do Campeonato Catarinense.
Pela sua boa passagem no Metropolitano, foi emprestado para o Confiança disputando a terceira divisão do Campeonato Brasileiro. Ainda em 2019, foi transferido para o Brasil de Pelotas, disputando a segunda divisão do Campeonato Nacional.
Em 2020 foi emprestado a Chapecoense para disputar a Série B do Brasileirão. Ainda em 2020, a Chapecoense confirma a saída de Ari Moura do clube e é emprestado novamente ao Confiança para a disputa da Série B de 2020.
No ano de 2021, o atacante foi emprestado para o Paysandu. Após ser flagrado em festa durante a pandemia, o clube entrou em comum acordo com o atacante para a rescisão contratual.
Logo após sair do clube paraense, o jogador foi emprestado para o Bnei Sakhnin de Israel. Após ter jogado uma temporada completa pelo clube, é transferido para o recém-promovido a primeira divisão Sektzia Ness Ziona.
Em 2023 assina contrato com o clube ucraniano Metalist 1925.

## Títulos
São Luiz
- Campeonato Gaúcho - Divisão de Acesso: 2017

Metropolitano
- Campeonato Catarinense - Série B: 2018

Confiança
- Campeonato Sergipano: 2020

Paysandu
- Campeonato Paraense: 2021

## Prêmios Individuais
Metropolitano
- Craque do Campeonato Catarinense - Série B: 2018
- Seleção do Campeonato Catarinense - Série B: 2018